# KOICHI DOMOTO Endless SHOCK Original Sound Track
《KOICHI DOMOTO Endless SHOCK Original Sound Track》為2006年1月11日發售、音樂劇《Endless SHOCK》的原聲帶。由傑尼斯娛樂發行。

## 解說
這是從堂本光一擔綱團長、主演的音樂劇《SHOCK》系列中，收錄了2005年公演《Endless SHOCK》中使用的樂曲而成的原聲帶。雖說是原聲帶，「為了讓沒看過公演的人也能享受、當做獨立的CD音樂來聆聽，以此為前提思考選曲或編曲」（本人談）。雖然是以堂本光一的名義發行，特別是純音樂的樂曲等等，本人沒有參與製作的曲子也收錄其中。有聲樂曲則是（也包含在公演中其他演員歌唱的部份）全由堂本光一擔任主唱。
獲得Oricon排行榜第一名，音樂劇原聲帶在該排行榜獲得第一名則為史無前例。並且在2006年度日本金唱片大獎獲得原聲帶獎。
初回版中附有數位寫真書和同年春天發行的DVD《Endless SHOCK》的12分鐘預告篇，普通版則收錄了追加曲。

## 收錄曲
1. OVERTURE（INST）　1'16"
（作曲・編曲：佐藤泰將）
2. So Feel It Coming　2'54"
（作詞：3+3　作曲：堂本光一　編曲：佐藤泰將）
3. NEW HORIZON　4'02"
（作詞：久保田洋司　作曲：飯田建彦　編曲：船山基紀）
4. AMERICA　2'32"
（作詞：3+3　作曲・編曲：船山基紀　合音編曲：知野芳彦）
5. Love and Loneliness　3'50"
（作詞・作曲：Anders Barren, Nina Woodford, Jany Schel　編曲：船山基紀　日本語詞：白井裕紀, 新美香）
6. 花魁（INST）　3'12"
（作曲・編曲：佐藤泰將）
7. 戰車（INST）　4'24"
（作曲・編曲：佐藤泰將）
8. 合戰（INST）　3'00"
（作曲・編曲：佐藤泰將）
9. 死鬪（INST）　3'02"
（作曲・編曲：佐藤泰將）
10. 陷阱（INST）　1'15"
（作曲・編曲：佐藤泰將）
11. In the Cemetery　2'34"
（作詞：久保田洋司　作曲・編曲：岩田雅之）
12. Why don't you dance with me?　3'53"
（作詞：白井裕紀, 新美香　作曲：堂本光一　編曲：ha-j, 吉岡たく）
在公演中第2部分是由飾演敵人的（今井翼、錦戸亮、生田斗真等人）歌唱，但在本作則是由堂本光一單人演唱。在2006年堂本光一個人演唱會中也呈現了MA成員演唱的版本。
13. Flying2（INST）　3'00"
（作曲・編曲：佐藤泰將）
14. 面具（INST）　3'07"
（作曲・編曲：佐藤泰將）
15. 夜之海　4'51"
（作詞：白井裕紀, 新美香　作曲：堂本光一　編曲：ha-j, 吉岡たく）
本人言：在泡澡時「日本式…日本式…」地喃喃自語之後腦中浮現了主旋律，快速離開浴室而做成的曲子。
在公演中為替光一最後的舞台增添色彩的歌曲，在支持者之間很受歡迎。
16. 大櫻（INST）　2'02"
（作曲・編曲：佐藤泰將）
17. CONTINUE　5'28"
（作詞：久保田洋司　作曲：堂本光一　編曲：高橋哲也）
在公演中為突然開口就唱的歌曲，在CD裡則收錄有前奏的部份。
18. One　4'29"
（作詞：六ツ見純代　作曲・編曲：馬飼野康二）
收錄在普通版。